# Han Jordaan
Hendrik Johan (Han) Jordaan (Haaksbergen, 9 juli 1918 - Mauthausen, 21 april 1945) was Engelandvaarder, marconist en geheim agent tijdens de Tweede Wereldoorlog.
Toen de oorlog uitbrak, volgde Jordaan in Engeland een textielopleiding en liep op dat moment stage in Manchester. Daar kreeg hij onder de bijnaam 'Jeffers' een opleiding van Special Operations Executive (SOE). Hij behaalde de rang van Luitenant en nam de alias Johan Roessingh aan. Onder de codenaam 'Lettuce' werd hij samen met Gozewijn 'Gosse' Ras in de nacht van 28 op 29 maart 1942 bij Holten geparachuteerd. Eerder waren onder die nacht onder de codenaam 'Turnip' met het zelfde doel met een ander vliegtuig Leonhard 'Akkie' Andringa en marconist Jan Molenaar bij Nijverdal geparachuteerd. De gezamenlijke opdracht was een verzetsgroep te organiseren om sabotagedaden te plegen. Molenaar overleefde de afsprong niet, waardoor Andringa en Ras voor hun verbinding met Engeland op dat moment aangewezen waren op marconist Jordaan. Andringa vertrok met de later opgehaalde zender van Molenaar naar een onderduikadres in Haarlem.
Jordaan en Ras vonden onderdak bij een broer van Jordaan in Rijssen. Ras vertrok na twee dagen om naar Hilversum te reizen om er contactadressen te regelen, terwijl Jordaan met zijn zender twee weken in Twente verbleef. Daarna trok ook hij naar Het Gooi, dat Ras goed kende. Jordaan vond onderdak bij Hermanus Gerrit “Puck” Jurriaans in een huis aan de Amsterdamsestraatweg in Baarn, Ras had een ander onderduikadres.

Op 19 april 1942 zond Jordaan, vermoedelijk met zijn 'Trumpet'-zender, een verzoek naar Londen om zes RAF-leden en zes Nederlanders op te halen. Dit bleek niet op korte termijn te kunnen.
Andringa werd door de Duitse contraspionage ontdekt en op 28 april 1942 in Den Haag gearresteerd. Bij zijn verhoor bleek dat er meer agenten waren gedropt en waarvan de namen bekend werden. Bij de arrestatie van een van hen werd een telefoonboekje ontdekt waar het telefoonnummer van Jordaan in stond. Hierdoor werd het onderduikadres in Rotterdam van Jordaan ontdekt en werd hij op 3 mei 1942 gearresteerd en overgebracht naar het Oranjehotel. Ras werd door Anton van der Waals verraden en op 1 mei in Utrecht gearresteerd en eveneens overgebracht naar het Oranjehotel.
Op 14 mei 1942 werd Jordaan samen met verzetsman Pim Boellaard overgebracht naar Landgoed Clingendael, waar een uitgebreid gesprek volgde met Himmler, die even in Den Haag was om met de Nazitop de laatste details te bespreken over de wegvoering van joden naar de vernietigingskampen. Toen Boellaard en Jordaan aankwamen, volgde een gesprek met Himmler, waarbij ook Hanns Albin Rauter, Otto Schumann, Wilhelm Harster en Karl Wolff aanwezig waren. Ze liepen tijdens dit gesprek in het park rond om niet afgeluisterd te kunnen worden. Later bleek dat Boellaard en Jordaan waren uitgenodigd omdat Himmler weleens een prototype verzetsman wilde ontmoeten.
Op 11 november 1942 werd hij overgebracht naar Kamp Haaren en na het beëindigen van het Englandspiel op 1 april 1944 naar concentratiekamp Mauthausen gebracht, waar hij op 21 april 1945 bezweek aan uitputting en ziekte. In 1953 werd hij postuum onderscheiden met het Bronzen Kruis.

## Plaquette
Aan de gevel van een voormalig koets- en wagenhuis op Landgoed Clingendael is een bronzen gedenkplaat geplaatst waarop staat "Op deze plaats werden op 14 mei 1942 verhoord H.J. Jordaan, gedropt SOE agent, en W.A.H.C. Boellaard, Gewestelijk Commandant O.D. Utrecht, door Heinrich Himmler Reichsführer SS in het bijzijn van Seyss-Inquart, Rauter, Schumann, Harster en Wolff" (volledige tekst op foto). Tijdens het verhoor wandelden ze buiten rond om niet afgeluisterd te kunnen worden.
De plaquette hing eerst op een ander gebouwtje. Toen dat in 1986 werd afgebroken werd de plaquette verplaatst.